# Get It Started
"Get It Started" là một bài hát của rapper Pitbull cho album phòng thu thứ 8 của anh ấy, Global Warming; bài hát có sự góp giọng của nữ ca sĩ Shakira. Bài hát được phát hành ngaỳ 28 tháng 6 năm 2012 dưới dạng đĩa đơn thứ hai từ album bởi RCA Records.

## Xếp hạng và chứng nhận

### Xếp hạng tuần
| Chart (2012)                                    | Peak position |
| ----------------------------------------------- | ------------- |
| Úc (ARIA)                                       | 31            |
| Áo (Ö3 Austria Top 40)                          | 17            |
| Bỉ (Ultratip Flanders)                          | 5             |
| Bỉ (Ultratip Wallonia)                          | 8             |
| Brazil (Billboard Hot 100 Airplay)              | 22            |
| Brazil (Billboard Hot Pop Songs)                | 1             |
| Canada (Canadian Hot 100)                       | 42            |
| Croatia (Airplay Radio Chart)                   | 23            |
| Cộng hòa Séc (Rádio Top 100)                    | 7             |
| Phần Lan (Suomen virallinen lista)              | 14            |
| Pháp (SNEP)                                     | 57            |
| Germany (Media Control Charts)                  | 31            |
| Honduras (Honduras Top 50)                      | 12            |
| Hungary (Single Top 40)                         | 2             |
| Lebanon (The Official Lebanese Top 20)          | 7             |
| Mexican Airplay Chart (Billboard International) | 22            |
| Romania (Romanian Top 100)                      | 59            |
| Slovakia (Rádio Top 100)                        | 18            |
| South Korea (Gaon Chart)                        | 13            |
| Tây Ban Nha (PROMUSICAE)                        | 14            |
| Sweden (Sverigetopplistan)                      | 47            |
| Thụy Sĩ (Schweizer Hitparade)                   | 32            |
| Anh Quốc (OCC)                                  | 64            |
| Hoa Kỳ Billboard Hot 100                        | 89            |
| Hoa Kỳ Dance Club Songs (Billboard)             | 7             |
| Hoa Kỳ Hot Latin Songs (Billboard)              | 48            |
| Hoa Kỳ Latin Pop Songs (Billboard)              | 28            |
| Hoa Kỳ Pop Airplay (Billboard)                  | 34            |
| Hoa Kỳ Rhythmic (Billboard)                     | 37            |
| Hoa Kỳ Tropical Airplay (Billboard)             | 58            |

 
|

### Chứng nhận
| Quốc gia                                                                           | Chứng nhận | Số đơn vị/doanh số chứng nhận |
| ---------------------------------------------------------------------------------- | ---------- | ----------------------------- |
| Canada (Music Canada)                                                              | Gold       | 40.000*                       |
| México (AMPROFON)                                                                  | Gold       | 30,000*                       |
| Streaming                                                                          |            |                               |
| Đan Mạch (IFPI Đan Mạch)                                                           | Gold       | 900,000^                      |
| * Chứng nhận dựa theo doanh số tiêu thụ. ^ Chứng nhận dựa theo doanh số nhập hàng. |            |                               |

|}